# Europacupen i ishockey 1991/1992
Europacupen i ishockey 1991/1992 inleddes den 11 oktober 1991, och avslutades den 30 december samma år. Turneringen vanns av svenska Djurgårdens IF, som besegrade tyska Düsseldorfer EG i finalen.

## Första gruppspelsomgången

### Grupp A
Herning, Danmark
| Lag 1             | Resultat | Lag 2             |
| ----------------- | -------- | ----------------- |
| Herning IK        | 2–6      | TMH Polonia Bytom |
| Vålerenga         | 7–0      | Durham Wasps      |
| Herning IK        | 9–2      | Durham Wasps      |
| Vålerenga         | 4–2      | TMH Polonia Bytom |
| Herning IK        | 6–9      | Vålerenga         |
| TMH Polonia Bytom | 10–2     | Durham Wasps      |

### Grupp A, slutställning
| Placering | Lag               | Poäng |
| 1         | Vålerenga         | 6     |
| 2         | TMH Polonia Bytom | 4     |
| 3         | Herning IK        | 2     |
| 4         | Durham Wasps      | 0     |

### Grupp B
Bukarest, Rumänien
| Lag 1                 | Resultat | Lag 2                 |
| --------------------- | -------- | --------------------- |
| HK Olimpija Ljubljana | 3–2      | Ferencvárosi TC       |
| HC Steaua Bucureşti   | 8–1      | Slavia Sofia          |
| HK Olimpija Ljubljana | 8–0      | Slavia Sofia          |
| HC Steaua Bucureşti   | 6–4      | Ferencvárosi TC       |
| Ferencvárosi TC       | 8–4      | Slavia Sofia          |
| HC Steaua Bucureşti   | 0–6      | HK Olimpija Ljubljana |

### Grupp B, slutställning
| Placering | Lag                   | Poäng |
| 1         | HK Olimpija Ljubljana | 6     |
| 2         | HC Steaua Bucureşti   | 4     |
| 3         | Ferencvárosi TC       | 2     |
| 4         | Slavia Sofia          | 0     |

### Grupp C
Milano, Italien
| Lag 1                         | Resultat | Lag 2                         |
| ----------------------------- | -------- | ----------------------------- |
| Rouen HC                      | 13–0     | CH Jaca                       |
| HC Milano Saima               | 9–1      | Peter Langhout Reizen Utrecht |
| Rouen HC                      | 5–2      | Peter Langhout Reizen Utrecht |
| HC Milano Saima               | 17–2     | CH Jaca                       |
| Peter Langhout Reizen Utrecht | 7–0      | CH Jaca                       |
| HC Milano Saima               | 4–2      | Rouen HC                      |

### Grupp C, slutställning
| Placering | Lag                           | Poäng |
| 1         | HC Milano Saima               | 6     |
| 2         | Rouen HC                      | 4     |
| 3         | Peter Langhout Reizen Utrecht | 2     |
| 4         | CH Jaca                       | 0     |

 SC Bern,
 Dukla Jihlava,
 TPS,
 Düsseldorfer EG,
 Dynamo Moskva,  Djurgårdens IF  : vidare direkt

## Andra gruppspelsomgången

### Grupp D
Bern, Berns kanton, Schweiz
| Lag 1                 | Resultat | Lag 2                 |
| --------------------- | -------- | --------------------- |
| Dynamo Moskva         | 6–0      | TMH Polonia Bytom     |
| SC Bern               | 3–2      | HK Olimpija Ljubljana |
| SC Bern               | 4–7      | Dynamo Moskva         |
| HK Olimpija Ljubljana | 2–1      | TMH Polonia Bytom     |
| SC Bern               | 4–0      | TMH Polonia Bytom     |
| Dynamo Moskva         | 6–2      | HK Olimpija Ljubljana |

### Grupp D, slutställning
| Placering | Lag                   | Poäng |
| 1         | Dynamo Moskva         | 6     |
| 2         | SC Bern               | 4     |
| 3         | HK Olimpija Ljubljana | 2     |
| 4         | TMH Polonia Bytom     | 0     |

### Grupp E
Düsseldorf, Nordrhein-Westfalen, Tyskland
| Lag 1           | Resultat | Lag 2               |
| --------------- | -------- | ------------------- |
| HC Milano Saima | 4–2      | TPS                 |
| Düsseldorfer EG | 21–0     | HC Steaua Bucureşti |
| TPS             | 8–0      | HC Steaua Bucureşti |
| Düsseldorfer EG | 5–3      | HC Milano Saima     |
| HC Milano Saima | 11–1     | HC Steaua Bucureşti |
| Düsseldorfer EG | 7–3      | TPS                 |

### Grupp E, slutställning
| Placering | Lag                 | Poäng |
| 1         | Düsseldorfer EG     | 6     |
| 2         | HC Milano Saima     | 4     |
| 3         | TPS                 | 2     |
| 4         | HC Steaua Bucureşti | 0     |

### Grupp F
Piešťany, Slovakiska republiken, Tjeckoslovakien
| Lag 1          | Resultat | Lag 2          |
| -------------- | -------- | -------------- |
| Rouen HC       | 3–2      | Djurgårdens IF |
| Dukla Jihlava  | 1–2      | Vålerenga      |
| Djurgårdens IF | 9–0      | Vålerenga      |
| Dukla Jihlava  | 5–6      | Rouen HC       |
| Dukla Jihlava  | 1–3      | Djurgårdens IF |
| Vålerenga      | 2–1      | Rouen HC       |

### Grupp F, slutställning
| Placering | Lag            | Poäng |
| 1         | Djurgårdens IF | 4     |
| 2         | Rouen HC       | 4     |
| 3         | Vålerenga      | 4     |
| 4         | Dukla Jihlava  | 0     |

## Finalomgången
Düsseldorf, Nordrhein-Westfalen, Tyskland

### Grupp A
| Lag 1           | Resultat | Lag 2    |
| --------------- | -------- | -------- |
| Düsseldorfer EG | 2–0      | SC Bern  |
| Düsseldorfer EG | 6–3      | Rouen HC |
| Rouen HC        | 2–2      | SC Bern  |

### Grupp A, slutställning
| Placering | Lag             | Poäng |
| 1         | Düsseldorfer EG | 6     |
| 2         | SC Bern         | 1     |
| 3         | Rouen HC        | 1     |

### Grupp B
| Lag 1          | Resultat | Lag 2           |
| -------------- | -------- | --------------- |
| Dynamo Moskva  | 8–3      | HC Milano Saima |
| Djurgårdens IF | 7–2      | HC Milano Saima |
| Djurgårdens IF | 4–3      | Dynamo Moskva   |

### Grupp B, slutställning
| Placering | Lag             | Poäng |
| 1         | Djurgårdens IF  | 4     |
| 2         | Dynamo Moskva   | 2     |
| 3         | HC Milano Saima | 0     |

### Match om tredje pris
| Lag 1         | Resultat | Lag 2   |
| ------------- | -------- | ------- |
| Dynamo Moskva | 6–1      | SC Bern |

### Final
| Lag 1           | Resultat | Lag 2          |
| --------------- | -------- | -------------- |
| Düsseldorfer EG | 2–7      | Djurgårdens IF |